# Hans Willgerodt
Hans Willgerodt (* 4. Februar 1924 in Hildesheim; † 26. Juni 2012) war ein deutscher Ökonom der ordoliberalen Schule.

## Leben und Werk
Willgerodt war Neffe des 1966 verstorbenen Wilhelm Röpke, der als einer der geistigen Väter der Sozialen Marktwirtschaft gilt.
Als Nachfolger auf dem Lehrstuhl von Alfred Müller-Armack vertrat er seit 1963 bis zu seiner Emeritierung die Professur für Wirtschaftliche Staatswissenschaften an der Universität zu Köln und war zudem Direktor des Instituts für Wirtschaftspolitik an der Universität zu Köln. Er war lange Jahre Schriftleiter des ORDO-Jahrbuchs für die Ordnung von Wirtschaft und Gesellschaft und Mitglied der Sachverständigenkommission zur Auswertung bisheriger Erfahrungen bei der Mitbestimmung (Biedenkopf-Kommission), die eine (freilich unterparitätische) Übertragung der Unternehmensmitbestimmung von der Montanindustrie auf die übrige Wirtschaft empfahl.
Im Gegensatz zu Friedrich August von Hayeks Vertrauen auf evolutionäre Prozesse sah er im aktiven Staat eine unabdingbare Voraussetzung für die Schaffung einer freiheitlichen Ordnung. Hayeks Warnung vor einer „Anmaßung des Wissens“ kehrte er in die Warnung vor einer „Anmaßung des Unwissens“ um.
Von 1982 bis 1990 war Willgerodt Mitglied im Kronberger Kreis und ab 2007 des Wilhelm-Röpke-Instituts.

## Auszeichnungen
- 2004: Alexander-Rüstow-Plakette der Aktionsgemeinschaft Soziale Marktwirtschaft.[3]

## Schriften (Auswahl)
- Vermögen für alle. Probleme der Bildung, Verteilung und Werterhaltung des Vermögens in der Marktwirtschaft. Eine Studie der Ludwig-Erhard-Stiftung. Econ Verlag, Düsseldorf 1971. Schriftenreihe der Ludwig-Erhard-Stiftung, Bd. 2.
- (Hrsg.) In memoriam Fritz Walter Meyer. Reden, gehalten am 24. Januar 1981 bei der Gedenkfeier der Rheinischen Friedrich-Wilhelms-Universität Bonn. Bouvier, Bonn 1981. (mit Horst Heinrich Jakobs)
- Wertvorstellungen und theoretische Grundlagen des Konzepts der Sozialen Marktwirtschaft. In: Wolfram Fischer (Hrsg.): Währungsreform und Soziale Marktwirtschaft. Erfahrungen und Perspektiven nach 40 Jahren. Duncker & Humblot, Berlin 1989, ISBN 978-3-4280-6727-5.
- (Hrsg.) Grundtexte zur Sozialen Marktwirtschaft (mit Wolfgang Stützel, Christian Watrin und Horst Friedrich Wünsche)
- Werten und Wissen. Lucius & Lucius, Stuttgart 2011, ISBN 978-3-8282-0534-5.